# Lorenzo Mascheroni
 Der er for få eller ingen kildehenvisninger i denne artikel, hvilket er et problem. Du kan hjælpe ved at angive troværdige kilder til de påstande, som fremføres i artiklen.

Lorenzo Mascheroni (født 13. maj 1750 i Bergamo, død 14. juli 1800 i Paris) var en italiensk matematiker.
Han blev født nær Bergamo, Lombardiet. Til at starte med var han for det meste interesseret i humaniora (poesi og græsk). Men i sidste ende blev han professor i matematik i Pavia. 
I La geometria del compasso (Pavia, 1797) beviste han, at enhver geometrisk konstruktion, der kan laves med passer og lineal, også kunne gøres med passer alene. Men fortrinsretten til denne opfindelse bør tilfalde den danske matematiker Georg Mohr, der offentliggjorde beviset i 1672.